# Тазовска губа
Тазовската губа (на руски: Тазовская губа) е плитък залив, тип губа, източно продължение на Обската губа, в южната част на Карско море, край северните брегове на Ямало-Ненецки автономен окръг на Тюменска област, Русия.
Има формата на обърната наляво буква „Г“, като се вдава навътре в сушата на около 330 km между полуостровите Тазовски на запад и Гидански на изток. Ширина на входа 45 km. Бреговете му са ниски, а приливите полуденонощни с височина до 0,7 m. В южната му част се вливат големите реки Хадуте, Пур, Таз и Месояха, в северната му част – Чугоръяха, Сидияха, Тотояха и Антипайотаяха, а в западната част – Монгаюрбей, Пойолаваяха и Адерпайота. На южното му крайбрежие е разположено пристанището Тазовски (на 12 km от устието на река Таз), а на североизточния му бряг – пристанището Антипаюта.

## Топографска карта
- Топографск карта R-43,44; М 1:1 000 000[2]